# Mariá Portugal

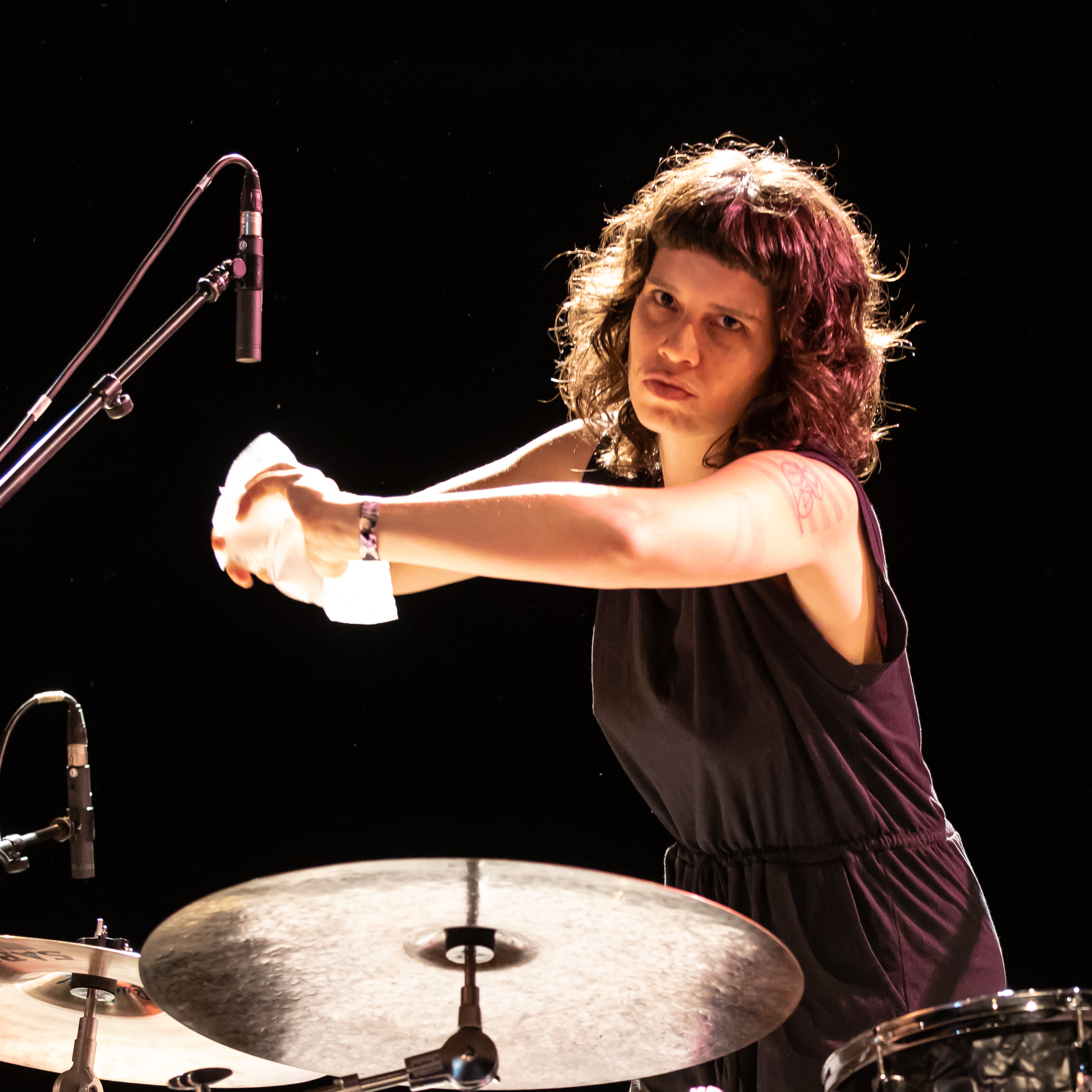
Mariá Portugal beim Moers Festival 2019

Mariá Portugal (* 1. Mai 1984 in São Paulo) ist eine brasilianische Jazz- und Improvisationsmusikerin (Schlagzeug, auch Gesang, Komposition).

## Leben und Wirken
Portugal begann im Alter von neun Jahren mit Klavierunterricht; später wechselte sie zum Schlagzeug und zum Orchesterschlagwerk. 2007 nahm sie am Sommerkurs von Karlheinz Stockhausen in Kürten teil. Im Jahr 2011 absolvierte sie ihr Bachelorstudium in Komposition an der Universidade Federal de São Paulo. Im anschließenden Masterstudium von Kommunikation und Semiotik an der Pontifícia Universidade Católica de São Paulo, das sie 2015 abschloss, untersuchte sie kognitive Beziehungen zwischen Körper und Klang im Kontext von improvisierter Musik und Tanz.
Mit dem Instrumentalquintett Quartabê hat Portugal drei Alben eingespielt und ist international aufgetreten. Sie ist als Schlagzeugerin und Sängerin seit 20 Jahren in der brasilianischen Musikszene aktiv; so arbeitete sie auch mit Arrigo Barnabé, tourte mit Dona Zica und Fernanda Takai, mit denen Alben entstanden. Stark verwurzelt in der brasilianischen Songwriter-Tradition hat sie ein großes Interesse an elektronischer Musik; nachdem sie die europäische Improvisationsmusik kennenlernte, beschäftigt sie sich mit der Verwendung der Improvisation in Songkomposition und -vortrag. Als Schlagzeugerin und Sängerin hat sie weiterhin mit Künstlern wie Maggie Nicols, Charlotte Hug, Caroline Kraabel, Gail Brand, Elza Soares, Joëlle Léandre, Billy Martin, Nick Dunston (Skultura), Enji und der Gruppe Metá Metá gewirkt. Mit Jasper van’t Hof und Paul van Kemenade entstand 2017 das Album Daytime Sketches.
Daneben komponierte Portugal auch Musiken für Tanztheater, insbesondere für die Panapaná Dance Theatre Company und für Nova Dança 4, Theater, Video und Kunstinstallationen. Zudem schrieb sie die Filmmusik zu Penal Cordillera (2023) und Leonora im Morgenlicht (2025). Zusammen mit dem Forscher Jamille Pinheiro Dias produzierte sie das genreübergreifende Online-Radioprogramm Livrofonia. 
2020 war Portugal Improviser in Residence beim Moers Festival.